# Mindanaobulbyl
Mindanaobulbyl (Hypsipetes everetti) är en fågel i familjen bulbyler inom ordningen tättingar.

## Utseende och läte
Mindanaobulbylen är en medelstor tätting, rätt stor för att vara en bulbyl. Nominatformen är olivbrun ovan, med gult på buken och orangebrunt på bröst, strupe och kind. Fåglar i Suluöarna (se nedan) har varmbrun ovansida. Sången består av en fallande serie medelhöga toner, med en ljusare ton på slitet. Även hårda och raspiga toner och nasala skrin kan höras.

## Utbredning och systematik
Mindanaobulbyl förekommer i Filippinerna. Sedan 2021 delar tongivande International Ornithological Congress (IOC) upp arten i två underarter med följande utbredning:
- H. e. everetti – förekommer i östcentrala och sydöstra Filippinerna
- H. e. haynaldi – förekommer i Suluarkipelagen

Sedan 2016 urskiljer Birdlife International och naturvårdsunionen IUCN haynaldi som den egna arten "sulubulbyl”. Tidigare inkluderades camiguinbulbylen (Hypsipetes catarmanensis) i arten, då med svenska trivialnamnet everettbulbyl.

## Status
IUCN bedömer hotstatus för underarterna (eller arterna) var för sig, everetti som livskraftig och haynaldi som nära hotad.

## Namn
Fågelns vetenskapliga artnamn hedrar Alfred Hart Everett (1848-1898), engelsk administratör i Sarawak 1872-1890, naturforskare och samlare av specimen i Filippinerna och Ostindien.